# Аллош (кантон)
Алло́ш (фр. Allauch) — кантон во Франции, находится в регионе Прованс — Альпы — Лазурный Берег, департамент Буш-дю-Рон. Входит в состав округа Марсель.
Код INSEE кантона — 1335. Всего в кантон Аллош входит 2 коммуны, из них главной коммуной является Аллош.
Население кантона на 2008 год составляло 29 824 человека.

## Коммуны кантона
| Коммуна     | Население, чел. (1999) | Почтовый индекс | Код INSEE |
| ----------- | ---------------------- | --------------- | --------- |
| Аллош       | 18 907                 | 13190           | 13002     |
| План-де-Кюк | 10 503                 | 13380           | 13075     |